# Stará Chodovská
Stará Chodovská (německy Stelzengrün) je vesnice a místní část města Chodov v okrese Sokolov v Karlovarském kraji. Nachází se přibližně dva kilometry severozápadně od centra Chodova. Při sčítání lidu roku 2001 měla Stará Chodovská 84 domů a 202 obyvatel. V roce 2011 zde trvale žilo 298 obyvatel.

## Historie
První písemná zmínka o vesnici pochází z roku 1523.

## Obyvatelstvo
| Rok            | 1869 | 1880 | 1890 | 1900  | 1910  | 1921  | 1930  | 1950 | 1961 | 1970 | 1980 | 1991 | 2001 | 2011 | 2021 |
| -------------- | ---- | ---- | ---- | ----- | ----- | ----- | ----- | ---- | ---- | ---- | ---- | ---- | ---- | ---- | ---- |
| Počet obyvatel | 563  | 629  | 842  | 1 124 | 1 163 | 1 073 | 1 139 | 603  | 562  | 248  | 263  | 204  | 202  | 298  | 297  |
| Počet domů     | 87   | 99   | 110  | 122   | 129   | 128   | 163   | 175  | 141  | 79   | 70   | 81   | 84   | 88   | 106  |

## Obecní správa
Při sčítání lidu v letech 1850–1976 Stará Chodovská byla samostatnou obcí, se kterým patřila nejprve v okrese Falknov (1850–1910),  posléze v letech 1921–1930 v okrese Loket, poté v roce 1950 v okrese Karlovy Vary-okolí a v letech 1961–1976 v okrese Sokolov. Od 1. dubna 1976 je částí města Chodov v okrese Sokolov.

## Galerie

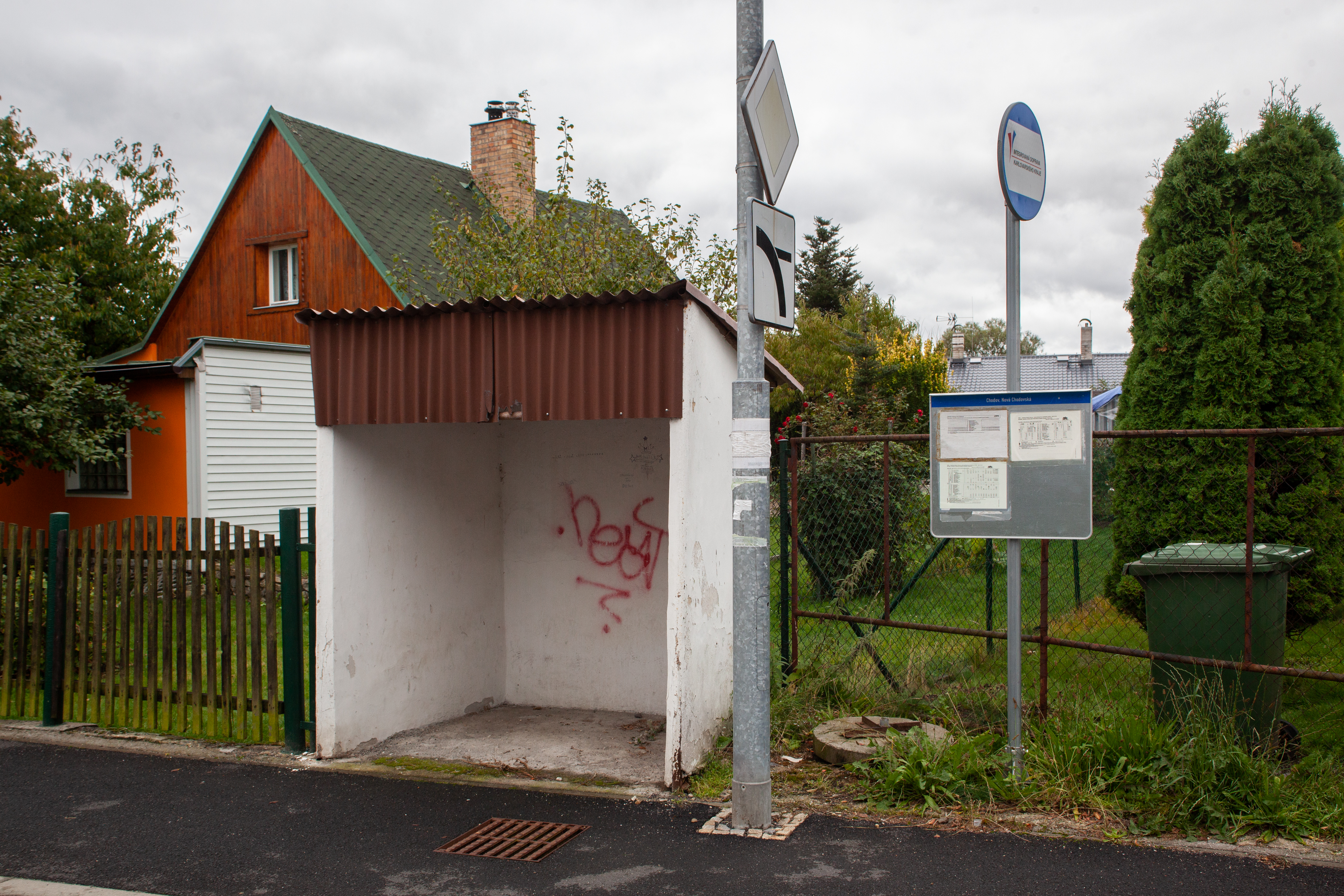
Autobusová zastávka (2020)
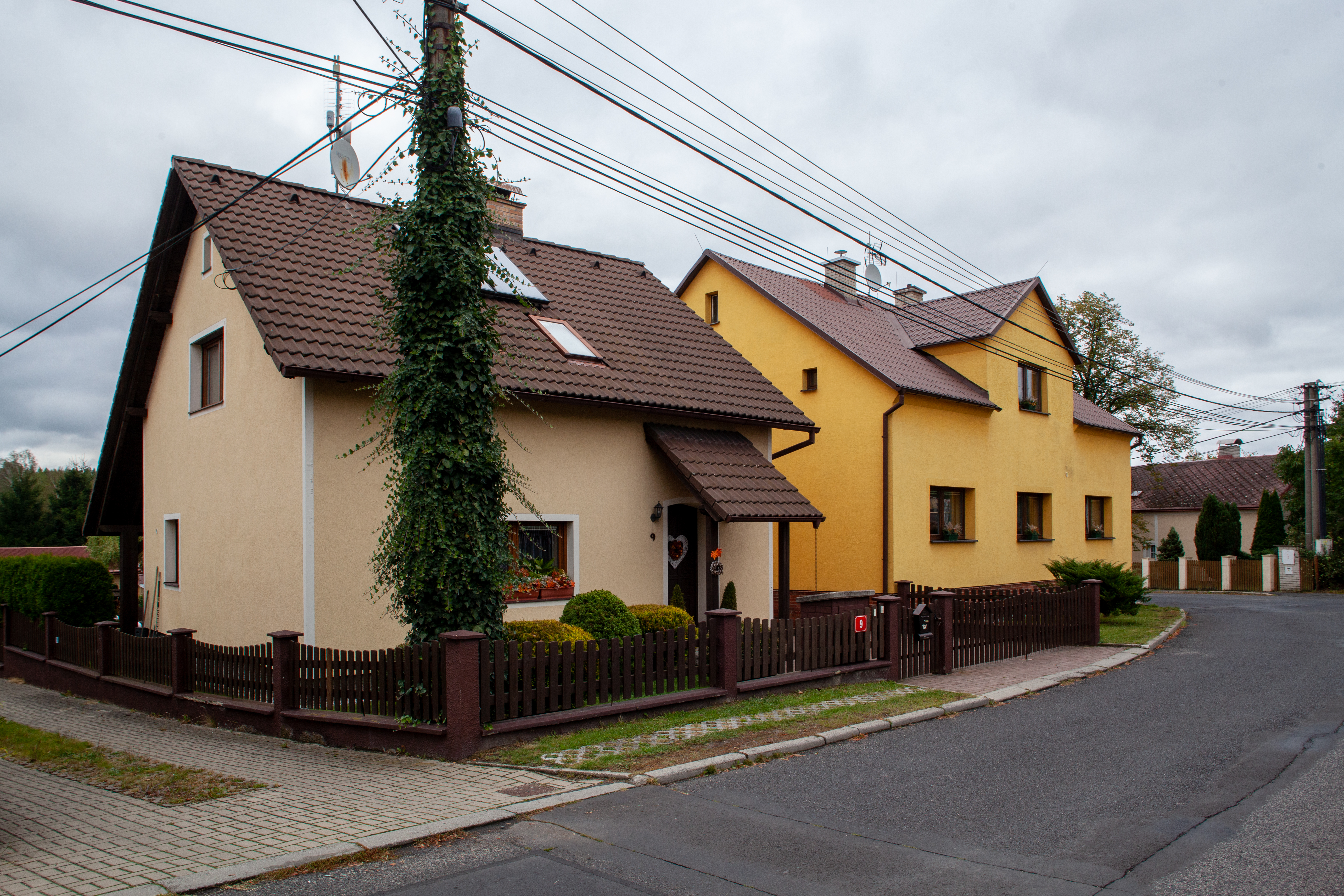
Domy (2020)
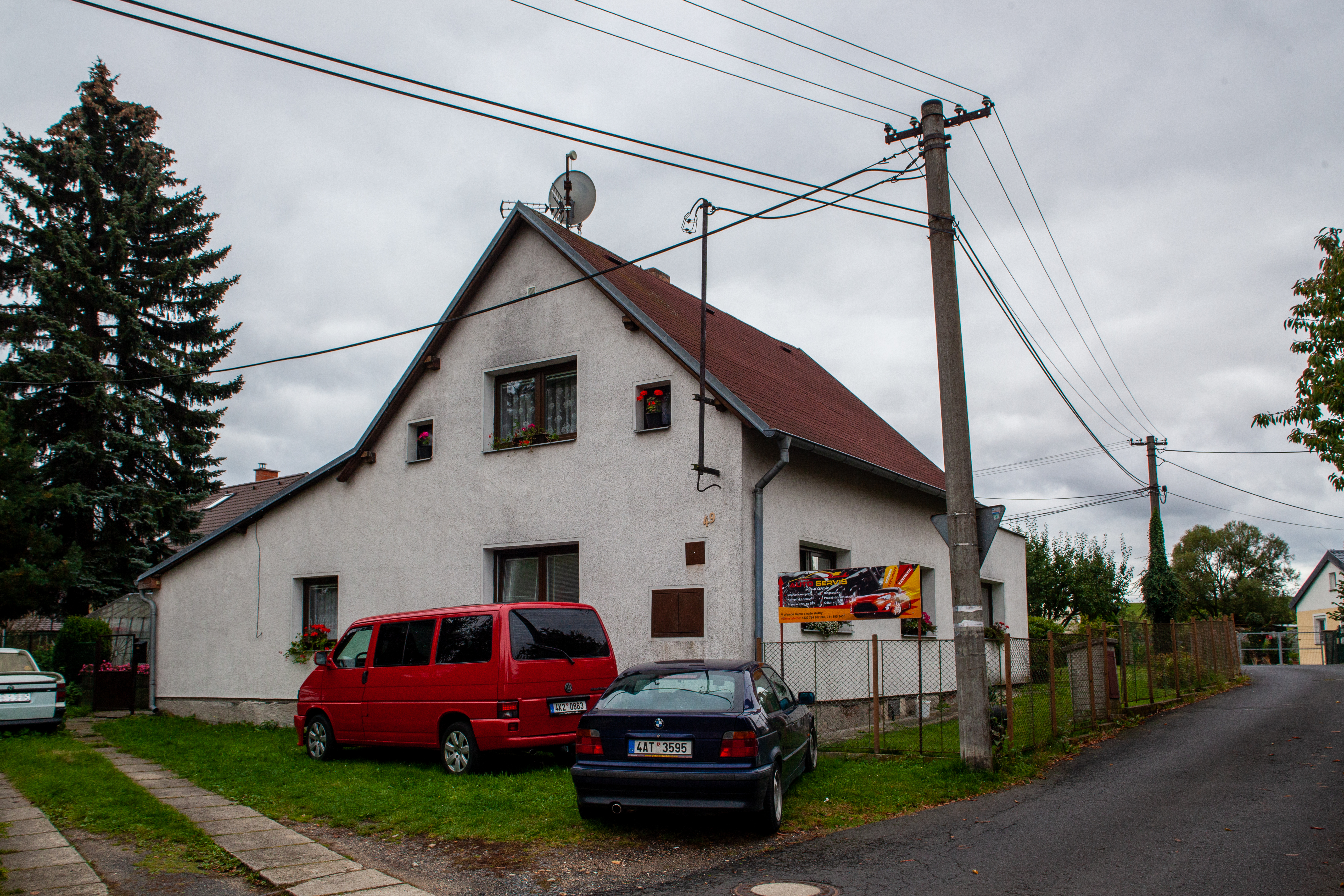
Dům (2020)